# Adilson Pedro Busin
Adilson Pedro Busin, C.S. (Sarandi, 20 de maio de 1965) é um prelado brasileiro da Igreja Católica, bispo de Tubarão.

## Biografia
Descendente de imigrantes italianos, é filho de Ivo Busin e Adiles Signor Busin. Cursou o ensino fundamental em Sarandi (Rio Grande do Sul). Em 1979 ingressou no Seminário da Congregação dos Missionários de São Carlos, e fez o noviciado nos anos de 1984 e 1985, na cidade de Sarandi. Professou os primeiros votos no dia 22 de dezembro de 1985. Cursou a faculdade de Filosofia, nos anos 1986 e 1987, na Universidade de Caxias do Sul. Cursou a faculdade de Teologia no Instituto Teológico, em São Paulo, nos anos de 1989 a 1992.
Foi ordenado presbítero no dia 9 de janeiro de 1993, mesmo ano que foi enviado para o Paraguai como animador vocacional e orientador espiritual no Seminário Nossa Senhora de Caacupé, em Ciudad del Este. Em 1994 foi nomeado reitor do Seminário Menor em Santa Rosa del Monday, no Paraguai.
Em 1996 iniciou o mestrado em Ciências da Educação (pedagogia para a formação das vocações), na Pontifícia Universidade Salesiana, em Roma, trabalhando na comunidade latino americana na Paróquia Santa Lúcia.
No ano 2000 foi nomeado vice mestre de noviços, em 2001 foi nomeado como mestre de noviços no Noviciado Nossa Senhora de Guadalupe, em Porto Alegre.
Em 2004 passou a acumular a função de vigário provincial da Província São Pedro dos Missionários Scalabrinianos, e em 2007 foi escolhido para ser superior provincial da mesma província. Em 2013 foi designado como vigário e secretário regional da nova região sul americana Nossa Senhora dos Migrantes, em Porto Alegre.
Em 2015 passou um mês junto aos migrantes brasileiros em Framingham, e retornando ao Brasil, assumiu como mestre de postulantes, em Guaporé. Em junho de 2015 assumiu novamente a função de Mestre de noviços, no Noviciado Nossa Senhora de Guadalupe, em Porto Alegre.
Aos 27 de janeiro de 2016 foi nomeado pelo Papa Francisco como bispo auxiliar da Arquidiocese de Porto Alegre.
Em 30 de abril de 2016 recebeu a sagração episcopal como bispo titular de Guardialfiera na Igreja Nossa Senhora de Lurdes em Sarandi, das mãos de Dom Alessandro Carmelo Ruffinoni, C.S.,  bispo de Caxias do Sul, coadjuvado por Dom Jaime Spengler, O.F.M., arcebispo de Porto Alegre e por Dom Redovino Rizzardo, C.S., bispo emérito de Dourados.
Na Conferência Nacional dos Bispos do Brasil, foi membro da Comissão Pastoral Episcopal de Ação Missionária e Cooperação Intereclesial e Secretário da Regional Sul 3, que engloba as circunscrições eclesiásticas do Estado do Rio Grande do Sul.
Em 3 de maio de 2023, foi nomeado pelo Papa Francisco como bispo da Diocese de Tubarão.